# XXX 증후군
XXX 증후군(영어: XXX syndrome)은 인간 여성이 X 염색체가 하나 더 있어서 일반 46개의 염색체가 아닌 총 47개의 염색체가 있는 성 염색체 이수성 증후군이다. 이 증후군은 47,XXX 핵형을 만들어내는데, 이는 1,000명의 출생 여아(女兒) 가운데 1명에게 발생한다.

## 증상
나머지 두개의 염색체가 모두 바 소체가 되기 때문에 증상은 크지 않다. 머리가 작고 지능이 조금 떨어진다. 하지만 대부분의 경우 지능지수가 70 이상이다.

## 같이 보기
- 클라인펠터 증후군
- 터너 증후군
- XXXX 증후군
- XXXXX 증후군